# Mahmoud Al-Mardi
Mahmoud Nayef Ahmad Al-Mardi (arab. مَحمُود نَايِف أَحمَد الْمَرضِيّ; ur. 6 października 1993 w Akabie) – jordański piłkarz grający na pozycji napastnika w klubie Al-Hussein Irbid oraz reprezentacji Jordanii. Srebrny medalista Pucharu Azji 2023. 

## Kariera
W swojej karierze grał w klubach takich jak: Al-Ahli Amman, Al-Jazeera Amman czy Al-Faisaly Amman, z którym zdobył 
mistrzostwo Jordanii w sezonie 2018/19. W 2021 przeniósł się do bahrańskiego Al-Muharraq, z którym tryumfował w Pucharze AFC i Pucharze Ligi. Grał także w klubach z Kuwejtu, Omanu czy Malezji. W 2023 powrócił do Jordanii i występuje w barwach Al-Hussein Irbid.
W reprezentacji Jordanii zadebiutował 3 września 2015 w meczu z Kirgistanem. Pierwszą bramkę w kadrze zdobył 11 stycznia 2018 przeciwko Finlandii. Został powołany na Puchar Azji 2023. Na turnieju reprezentacja Jordanii zajęła drugie miejsce, a sam Al-Mardi zdobył 2 bramki w meczu z Malezją.